# Cyrk Columbia
Cyrk Columbia (bośn. Cirkus Columbia) – film fabularny z roku 2010 w reżyserii Danisa Tanovicia zrealizowany w koprodukcji kilku krajów: Bośni i Hercegowiny, Francji i Wielkiej Brytanii, na motywach powieści Ivicy Đikicia.

## Opis fabuły
Akcja filmu rozgrywa się w Hercegowinie, w początkach lat 90., tuż po rozpadzie Jugosławii i krótko przed wybuchem wojny. Po dwudziestu latach spędzonych w Niemczech Divko Buntić powraca do małego miasteczka z "nową" narzeczoną Azrą i kotem. W miasteczku nadal mieszka jego żona i syn, a on sam próbuje zrozumieć zmiany, które zaszły w jego rodzinie, a także komplikującą się sytuację polityczną. 

## Obsada
- Miki Manojlović jako Divko Buntić
- Mira Furlan jako Lucija
- Boris Ler jako Martin
- Jelena Stupljanin jako Azra
- Milan Strljić jako Ranko Ivanda
- Mario Knezović jako Pivac
- Svetislav Goncić jako Savo
- Almir Mehic jako Bili
- Mirza Tanović jako Antisa
- Miralem Zupcević jako Leon Dilber
- Mirsad Tuka jako Dragan
- Ermin Bravo jako brat Ante Gudelj
- Slaven Knezović jako Miro
- Izudin Bajrović jako Major Kostelić
- Sead Bejtović jako Staklar

## Nagrody i wyróżnienia
Film otrzymał nagrodę Złotej Pomarańczy na Festiwalu Filmowym w Antalyi, nagrodę publiczności na Festiwalu Filmowym w Sarajewie, wyróżniony także na Festiwalu Filmu Słoweńskiego (201). Został wyselekcjonowany do nagrody Amerykańskiej Akademii Filmowej w kategorii: najlepszy film nieanglojęzyczny, ale nie uzyskał nominacji.